# Acolasis templada
Coenipeta templada là một loài bướm đêm trong họ Erebidae.